# Eugénie de Santa-Coloma

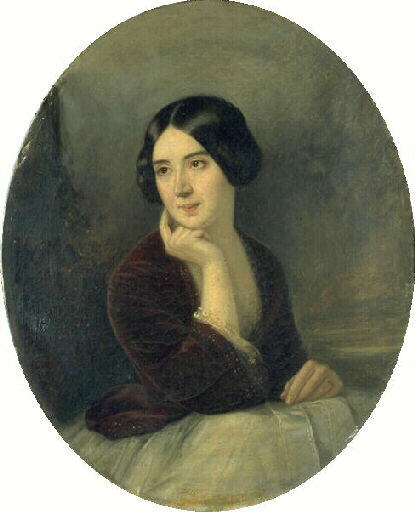
Jeanne-Marie-Eugénie de Santa-Coloma (gemalt von Louis Mousquet)

Jeanne-Marie-Eugénie de Santa-Coloma (* 8. Februar 1827 in Bordeaux; † 1895) war eine französische Sängerin und Komponistin.
Die Tochter des Konsuls von Chile und Generalkonsuls von Argentinien in Frankreich hatte Anfang der 1840er Jahre Unterricht in Harmonielehre bei Charles-Louis Colin, dem Vater des Komponisten Charles Colin. Auf Empfehlung von Fromental Halévy debütierte sie 1847 an der Pariser Oper.
Sie komponierte eine Oper (L'Image), zahlreiche Lieder und ein Instrumentaltrio, das 1872 im Druck erschien.